# Rabbel II.
Rabbel II. Soter (Rabb’īl) war von 70 bis 106 der letzte König der Nabatäer.
Nach dem Tod seines Vaters Malichus II. wurde Rabbel noch als Kind König von Nabatäa. Seine Mutter Šagīlat übernahm in den Anfangsjahren die Regierung. Seine Schwester Gāmilat wurde als Ehefrau von Rabbel Königin der Nabatäer. Rabbel nannte sich Soter („Retter [des Volkes]“). Nach seinem Tod nahm der römische Kaiser Trajan am 22. März 106 fast widerstandslos das nabatäische Reich ein. Nabatäa wurde zur römischen Provinz Arabia mit Bosra als Hauptstadt.
Einige antike Dokumente sind nach den Regierungsjahren von Rabbel II. datiert (z. B. im Archiv der Babatha). Ob dabei das Jahr 70 oder das Jahr 71 als erstes Regierungsjahr gezählt ist, ist unklar.